# ماري جان هيرو دي السيشيل
ماري جان هيرو دي السيشيل (بالفرنسية: Marie-Jean Hérault de Séchelles)‏ (20 سبتمبر 1759 - 5 أبريل 1794) كان سياسي وقاضي فرنسي ويعتبر من الذين شاركوا في الثورة الفرنسية.

## روابط خارجية
- ماري جان هيرو دي السيشيل على موقع الموسوعة البريطانية (الإنجليزية)